# Żukowo (gmina)
Żukowo est une gmina mixte du powiat de Kartuzy, Poméranie, dans le nord de la Pologne. Son siège est la ville de Żukowo, qui se situe environ 11 km à l'est de Kartuzy et 18 km à l'ouest de la capitale régionale Gdańsk.
La gmina couvre une superficie de 163,95 km2 pour une population de 41 743 habitants en 2021.

## Géographie
Outre la ville de Żukowo, la gmina inclut les villages de Babi Dół, Banino, Barniewice, Borkowo, Borowiec, Chwaszczyno, Czaple, Elżbietowo, Glincz, Łapino Kartuskie, Leźno, Lniska, Małkowo, Miszewko, Miszewo, Niestępowo, Nowy Świat, Otomino, Pępowo, Piaski, Przyjaźń, Rębiechowo, Rutki, Skrzeszewo Żukowskie, Stara Piła, Sulmin, Tuchom, Widlino et Żukowo-Wieś.
La gmina borde les villes de Gdańsk et Gdynia, et les gminy de Kartuzy, Kolbudy, Przodkowo, Przywidz, Somonino et Szemud.

## Annexes

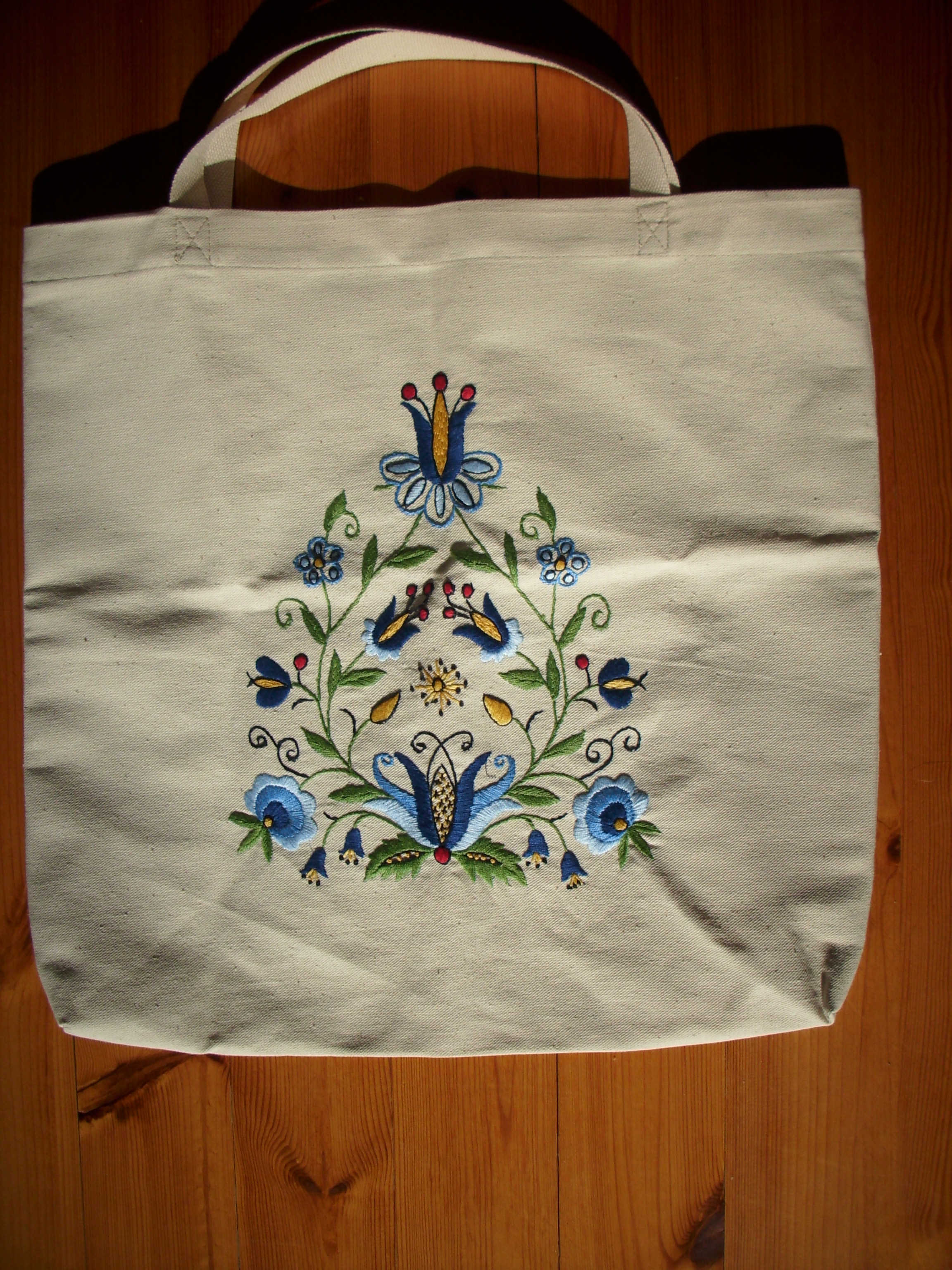
La broderie de Żukowo